# 皮爾森卡方檢定
皮爾森卡方檢定（英語：Pearson's chi-squared test）是最有名卡方檢定之一（其他常用的卡方檢定還有葉氏連續校正、似然比檢定、一元混成检验等等－－它們的統計值之機率分配都近似於卡方分配，故稱卡方檢定）。「皮爾森卡方檢定」最早由卡爾·皮爾森在1900年發表，用於類別變數的檢定。科學文獻中，當提及卡方檢定而沒有特別指明類型時，通常即指皮爾森卡方檢定。

## 原假設
「皮爾森卡方檢定」的虛無假設（H0）是：一個樣本中已發生事件的次數分配會遵守某個特定的理論分配。
在虛無假設的句子中，「事件」必須互斥，並且所有事件總機率等於1。或者說，每個事件是類別變數（英語：categorical variable）的一種類別或級別（英語：level）。
簡單的例子：常見的六面骰子，事件＝丟骰子的結果（可能是1~6任一個）屬於類別變數，每一面都是此變數的一種（一個級別）結果，每種結果互斥（1不是2, 3, 4, 5, 6; 2不是1, 3, 4 ...），六面的機率總和等於1。

## 用途和步驟
「皮爾森卡方檢定」可用於三種情境的變項比較：拟合度检验、同质性检验和獨立性檢定。
- 「適配度檢定」驗證一組觀察值的次數分配是否異於理論上的分配。
- 「同质性检验」可以比较在使用相同的分类变量时，两组或两组以上群体的计数分布。
- 「獨立性檢定」驗證從兩個變數抽出的配對觀察值組是否互相獨立（例如：每次都從A國和B國各抽一個人，看他們的反應是否與國籍無關）。

不管哪個檢定都包含三個步驟：
1. 計算卡方檢定的統計值「 {\displaystyle \chi ^{2}} 」：把每一個觀察值和理論值的差做平方後、除以理論值、再加總。
2. 計算 {\displaystyle \chi ^{2}} 統計值的自由度「{\displaystyle df}」。
3. 依據研究者設定的置信水平（顯著性水平、P值或對應Alpha值），查出自由度為 {\displaystyle df} 的卡方分配臨界值，比較它與第1步驟得出的 {\displaystyle \chi ^{2}} 統計值，推論能否拒絕虛無假說。

## 適合度檢定
適配度檢定（英語：Goodness of Fit test）：測試樣本的機率分配與母體有多相似。

### 母體假設為離散型均勻分配
當理論上的母體分配為每個類別機率一致時，即應適用離散型均勻分配的計算方法。 {\displaystyle N} 個觀察值於理論上應均勻分配在所有的 {\displaystyle m} 個欄位（類別）中，因此每個欄位（類別）的「理論次數」（或期望次數）為：
{\displaystyle E_{i}={\frac {N}{m}}}，其中 {\displaystyle i=1,2,...,m}
自由度 {\displaystyle df=m-1} 。「{\displaystyle m}」是總共要計算離差平方的個數（每個類別計算一次觀察值與理論值的差，再平方）。「{\displaystyle -1}」是因為對於計算{\displaystyle \chi ^{2}}而言只有一個限制條件：觀察值的個數總和為 {\displaystyle N}。

## 獨立性檢定
在同一個個體（例如：同一個人）身上有兩個二元變數（X, Y），例如 X（男／女）和 Y（右撇子／左撇子），觀察兩個變數的相關性。虛無假設是：兩個變數呈統計獨立性。在本例中：性別與慣用手是獨立事件。
- 首先，每個觀察值（每個抽出的人）會被重新編排到一個叫做「列聯表」（英語：contingency table，又稱：條件次數表）的二維表格裡。本例的列聯表是2×2的構造（不算入Total欄位）：

|      | 男 | 女 | 總計 |
| ---- | -- | -- | ---- |
| 右   | 43 | 44 | 87   |
| 左   | 9  | 4  | 13   |
| 總計 | 52 | 48 | 100  |

- 如果列聯表共有 r 行 c 列，那麽在獨立事件的假設下，每個欄位的「理論次數」（或期望次數）為：

{\displaystyle E_{i,j}={\frac {\left(\sum _{n_{c}=1}^{c}O_{i,n_{c}}\right)\cdot \left(\sum _{n_{r}=1}^{r}O_{n_{r},j}\right)}{N}}}，
其中 N 是樣本大小（觀察值的個數，亦即2×2列聯表所有欄位的總和，本例：N = 100）。本例的各欄位期望值如下（括號裡的數字）：
|      | 男         | 女         | 總計 |
| ---- | ---------- | ---------- | ---- |
| 右   | 43 (45.24) | 44 (41.76) | 87   |
| 左   | 9 (6.76)   | 4 (6.24)   | 13   |
| 總計 | 52         | 48         | 100  |

- {\displaystyle \chi ^{2}}統計值的公式是：

{\displaystyle \chi ^{2}=\sum _{i=1}^{r}\sum _{j=1}^{c}{(O_{i,j}-E_{i,j})^{2} \over E_{i,j}}.}
本例的{\displaystyle \chi ^{2}}統計值是：
{\displaystyle \chi ^{2}=(43-45.24)^{2}/45.24+(44-41.76)^{2}/41.76+(9-6.76)^{2}/6.76+(4-6.24)^{2}/6.24=1.777}
- 自由度 {\displaystyle df=(r-1)(c-1)} 是這樣得出：雖然總共要計算 {\displaystyle rc} 個離差平方（每個欄位計算一次觀察值與理論值的差，再平方），但 X 變數有1個限制條件（樣本抽出後，男性的人數即固定），Y 變數也有1個限制條件（樣本抽出後，右撇子的人數即固定），所以可自由變動的欄位數只有 {\displaystyle (r-1)(c-1)}。

在本例中{\displaystyle df=(2-1)\times (2-1)=1}。
- 在{\displaystyle \chi ^{2}=1.777,df=1} 的條件下，得出卡方分配右尾機率{\displaystyle p=0.1825} ，無法拒絕虛無假設，亦即：無法拒絕性別變數與慣用手變數互相獨立的假設。

## 限制
1. 如果個別欄位的期望次數太低，會使機率分配無法近似於卡方分配。一般要求：自由度 {\displaystyle df>1}時，期望次數小於5的欄位不多於總欄位的20%。
2. 若自由度 {\displaystyle df=1}，且若期望次數 {\displaystyle <10} ，則近似於卡方分配的假設不可信。此時可以將每個觀察值的離差減去 {\displaystyle 0.5} 之後再做平方，這便是葉慈連續校正（英语：Yates's correction for continuity）。

### 引用
1. ↑  Karl Pearson. . The London, Edinburgh, and Dublin Philosophical Magazine and Journal of Science: 157–175. doi:10.1080/14786440009463897.

- 卡方分配與卡方檢定 （页面存档备份，存于）

### 期刊文章
- Herman Chernoff, E. L. Lehmann. . The Annals of Mathematical Statistics. 1954-09, 25 (3): 579–586  [2018-04-02]. ISSN 0003-4851. doi:10.1214/aoms/1177728726. （原始内容存档于2021-02-26） （英语）.
- R. L. Plackett. . International Statistical Review / Revue Internationale de Statistique. 1983, 51 (1): 59–72  [2018-04-02]. doi:10.2307/1402731. （原始内容存档于2021-04-16）.

### 书籍
- Nikulin, Priscilla E. Greenwood ; Mikhail S. . New York, NY [u.a.]: Wiley. 1996. ISBN 047155779X.